# Everlost
Everlost ist eine russische Melodic-Death-Metal-Band aus Moskau, die im Jahr 2001 gegründet wurde.

## Geschichte
Die Band wurde im April 2001 von den Gitarristen Andrey Smirnov und Pavel Chernobay gegründet. Nachdem sich einige Lieder einstudiert hatten, suchten sie nach weiteren Bandmitgliedern. Kurz darauf kamen Sänger Dmitry Antonov und Bassist Sergey Volkov zur Band. Mit dieser Besetzung nahmen sie das erste Demo Suicidal Instincts auf. Im Frühling 2003 verließ Dmitry Antonov die Band wieder, sodass Gitarrist Smirnov nun auch zusätzlich den Posten des Sängers ausfüllte. Zur selben Zeit kam auch Schlagzeuger Sergey Serebrennikov zur Besetzung. Daraufhin folgten diverse kleinere Auftritte sowie die Arbeiten an neuem Material. Im Herbst 2003 stellte die Band ihr Debütalbum Bitterness of the Triumph fertig, wobei die Aufnahmen im Megaton Studio stattfanden. Ende des Jahres unterzeichnete die Band einen Vertrag bei Soyuz Music, sodass das Album im März 2004 bei diesem Label erschien. Nach der Veröffentlichung folgte eine Tour zusammen mit Vader. Im Januar 2006 begannen die Arbeiten zum zweiten Album Noise Factory. Die Aufnahmen fanden in Moskau im DreamPort Studio statt, wobei Maxim Samosvat als Gastsänger vertreten war. Das Album erschien noch im selben Jahr. Im Jahr 2008 arbeitete die Band an dem nächsten Album Eclectica, bis es im Februar 2009 veröffentlicht wurde. Das Album war das erste in der Bandgeschichte mit russischen Texten. Als Gastsänger war außerdem darauf Evgeny Egorov von Epidemia zu hören. Außerdem waren auch auf dem Album Instrumente wie eine Violine oder ein Flügel enthalten. Im September 2011 erschien das nächste Album The Way of the Rebellious. Das Album war Everlosts Gitarristen Pavel Chernobay gewidmet, der im Jahr 2009 im Alter von 26 Jahren verstarb.

## Stil
Die Band spielt melodischen Death Metal, der sich jedoch weniger am Melodic Death Metal aus Göteborg orientiert.

## Diskografie
- 2002: Suicidal Instincts (Demo, Eigenveröffentlichung)
- 2004: Bitterness of the Triumph (Album, Soyuz Music)
- 2006: Noise Factory (Album, CD-Maximum)
- 2009: Eclectica (Эклектика) (Album, Irond Records)
- 2011: The Way of the Rebellious (Путь непокорных) (Album, Metal Renaissance Records)
- 2012: Плавится воздух - Часть 1 (Single, Eigenveröffentlichung)
- 2012: Плавится воздух - Часть 2 (Single, Eigenveröffentlichung)